# Viscount Melville Sound

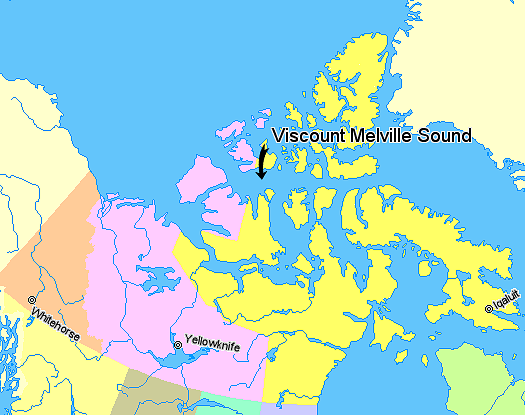
Viscount Melville Sound, Nunavut.
Nunavut
Territórios do Noroeste
Território do Yukon
Regiões fora do Canadá (Alasca, Gronelândia)

Viscount Melville Sound ou Estreito de Viscount Melville é um braço de mar do Oceano Ártico que separa a Ilha Victoria e ilha do Príncipe de Gales das ilhas da Rainha Isabel em Nunavut, Canadá. A leste fica o Lancaster Sound, que conduz à baía de Baffin; a oeste o estreito de McClure e o oceano Ártico. O Viscount Melville Sound faz parte da Passagem do Noroeste.
Em 1853, Edward Belcher abandonou o seu navio, o HMS Resolute, neste braço de mar quando procurava o explorador desaparecido John Franklin.